# Ptilotrichum spinosum
Ptilotrichum spinosum is een overblijvende plant uit de kruisbloemenfamilie (Brassicaceae) die voorkomt in het westelijke Middellandse Zeegebied.
Het is een van de weinige gedoornde leden van de kruisbloemenfamilie.

## Naamgeving enetymologie
- Synoniemen: Alyssum spinosum L., Anodontea spinosa (L.) Sweet, Draba spinosa (L.) Lam., Hormathophylla spinosa (L.) P.Küpfer
- Frans: Alysson épineux, corbeille-d'argent épineuse

De herkomst van de botanische naam Ptilotrichum is onbekend. De soortaanduiding spinosum as afkomstig van het Oudgrieks en betekent 'doorn'.

## Kenmerken
P. spinosum is een aan de basis verhoutte plant met vertakte stengels, die meestal een 10 tot 40 cm hoge halfbolvormige dwergstruik vormt. De houtige takken dragen lange doornen, de jonge twijgen verspreid staande, zilvergrijze tot grijsgroene, langwerpig ovale stengelbladeren met een gave bladrand. Het is een van de weinige kruisbloemigen die doornen dragen.
De bloeiwijze is een langwerpige tros met welriekende, viertallige bloemen, elk met vier afstaande kelkblaadjes en vier witte, soms lichtroze, omgekeerd eironde kroonblaadjes.
De vrucht is een klein, licht gebogen of ingedeukt bolvormig hauwtje met een blijvende stijl.
De bloeitijd is van april tot juni.

## Habitaten verspreiding
P. spinosum komt voor in het laaggebergte op rotsige, droge plaatsen, vooral op kalksteen.
De plant komt voor in het westelijke Middellandse Zeegebied, in het zuiden van Frankrijk vanaf het departement Var tot aan de Spaanse grens, in Spanje, Marokko en Algerije.